# Kanton Strasbourg-3
Der Kanton Strasbourg-3 ist ein Wahlkreis im Arrondissement Straßburg (Département Bas-Rhin, Region Grand Est, Frankreich).

## Geschichte
Am 22. März 2015 wurde das Gebiet des Kantons neu zugeschnitten. An die Stelle des Arrondissements Strasbourg-Ville trat das neue Arrondissement Strasbourg, das auch Gemeinden in der Umgebung von Straßburg mit umfasst.

## Gemeinden
Der Kanton besteht aus einem Teil der Stadt Straßburg.
Strasbourg war bis 2014 in zehn Kantone geteilt.

## Gebietsbeschreibung
Das Gebiet des Kantons wird seit dem 22. März 2015 durch die folgende Grenze bestimmt. Die Angaben erfolgen im Uhrzeigersinn und beginnen im Norden:
- Stadtgrenze, Bahnlinie, Canal de Dérivation, Rue de Kœnigshoffen, Route des Romains, Allée des Comtes, Rue Paul Verlaine, Bahnlinie, Chemin du Cuivre, Rue de l’Engelbreit, Rue  Cicéron, Rue Virgile[1]